# Sojuz 14
Sojuz 14 è la denominazione di una missione della navicella spaziale Sojuz verso la stazione spaziale sovietica Saljut 3 (ALMAZ 2). Si trattò del tredicesimo volo equipaggiato di questa capsula, del ventisettesimo volo nell'ambito del programma Sojuz sovietico nonché del primo volo equipaggiato verso questa stazione spaziale. Prima di questa missione furono lanciate due capsule Sojuz ulteriormente modificate prive di equipaggio sotto la denominazione di Cosmos 638 e di Cosmos 656 per eseguirvi i primi voli di collaudo.

## Equipaggio
- Pavel Romanovič Popovič (secondo volo), comandante
- Jurij Petrovič Artjuchin (primo volo), ingegnere di bordo

### Equipaggio di riserva
- Gennadij Vasil'evič Sarafanov, comandante
- Lev Stepanovič Dëmin, ingegnere di bordo

## Missione
Obiettivo principale della missione fu il collaudo dell'affidabilità di una stazione spaziale di carattere militare (Almaz 2) in seguito all'insuccesso della Saljut 2/Almaz 1. In particolare si voleva ottimalizzare la strumentazione di questa stazione nonché superare i problemi intercorsi e riscontrati presso la Saljut 2:
- manovra rendezvous e di aggancio (tramite pilotaggio manuale decisamente migliorato)
- alimentazione con energia (tramite pannelli solari girevoli di 180° e fissati sul modulo centrale della stazione)
- strumenti in grado di rinnovare l'aria all'interno della stazione
- strumenti per consentire di riusare l'acqua corrente
- sistema di regolarizzazione automatico della temperatura
- registrazione di immagini multispettrali della superficie terrestre (in particolar modo per scoprire l'influenza dell'atmosfera)
- analisi mediche relative alla permanenza prolungata nello spazio (i cosmonauti si dovettero allenare ogni giorno per almeno due ore correndo sull'apposito nastro).

Grazie a quest'allenamento, i due cosmonauti poterono lasciare la loro capsula al termine della missione senza attendere l'aiuto delle squadre di soccorso, nonostante la loro permanenza sia stata superiore alle due settimane. La missione venne considerata un pieno successo.